# Phaseolodes japonicum
Phaseolodes japonicum là một loài thực vật có hoa trong họ Đậu. Loài này được (Siebold & Zucc.) Kuntze miêu tả khoa học đầu tiên năm 1891.